# Areca glandiformis
Espèce
Synonymes
- Areca glandiformis Lam.[2]
- Areca macrocalyx Zipp. ex Blume (préféré par GRIN)[2]

Statut de conservation UICN

 LC  : Préoccupation mineure
Areca glandiformis est une espèce de plantes de la famille des Arecaceae.

## Publication originale
- Encyclopédie Méthodique, Botanique 1: 241. 1783.